# こがね丸 (4代)
こがね丸（こがねまる、旧称:えひめ）は、佐渡汽船が運航するフェリー。本項目では、2023年4月29日に就航した4代目を取り扱う。

## 概要
内海造船瀬戸田工場で建造され、宇和島運輸の「えひめ」として2001年7月12日に就航した。
共有建造制度を利用して建造された鉄道建設・運輸施設整備支援機構との共有船であった。
2022年6月をもって宇和島運輸での運航を終了し、佐渡汽船に売却された。佐渡汽船での名称は公募により「こがね丸」に決定した。2023年4月29日に直江津港 - 小木港航路に就航した。当初は3月25日に就航する予定だったが、船体の改造に必要な部品の納入が遅れたために延期された。

### 航路
- 直江津港 - 小木港
  - 2024年3月1日～16日まで、「ときわ丸」のドック代船として新潟～両津航路に1日1往復就航する予定[7]。

### 運航していた航路
- 八幡浜港 - 別府港（別府観光港）

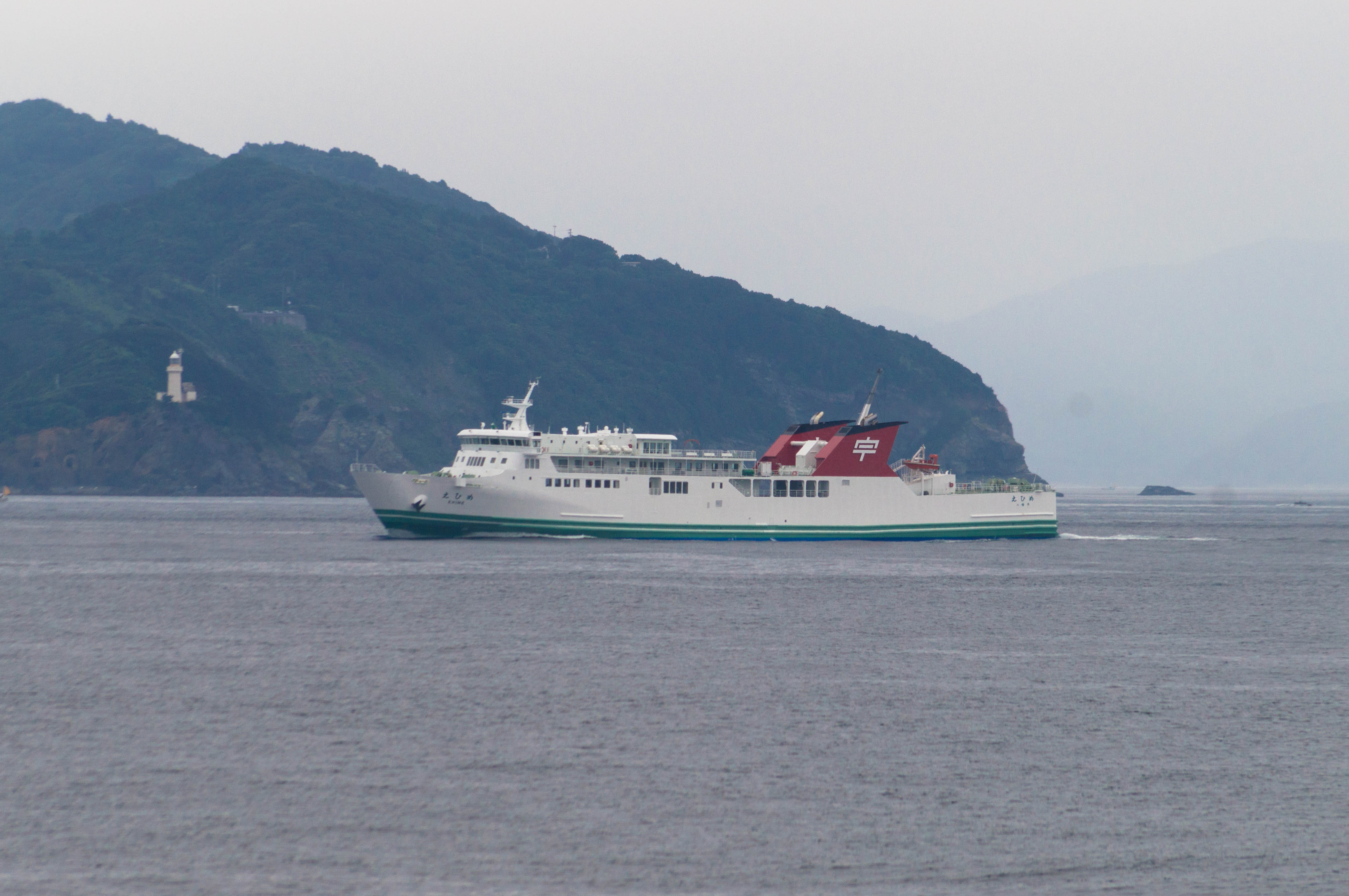
佐田岬沖を航行中の「えひめ」時代の本船

本船とあかつき丸の2隻で1日6往復を運航していた。
- 八幡浜港 - 臼杵港

ドック期間の際に回航を兼ねて臼杵航路で運航される場合があった。

## 設計
全通二層甲板型の旅客船兼自動車渡船である。
先に就航したさくらと船型は類似するが、全長が2メートル長くなり、船室の拡大されており、旅客定員が125名、総トン数が約150トン増加した。
ランプウェイは船首（バウバイザー付）および船尾の2箇所に装備されている。
佐渡汽船への売却後に以下の改造が行われた。
- バルバス・バウ部分の延長 - 佐渡側着岸時に岸壁とバウバイザーが接触するのを防止するため、バルバス・バウに構造物を取り付けて延長。
- 船首部バウランプの交換 - バルバス・バウ延長によりバウランプの長さが足りなくなったため、従来の1枚のものから2枚折に交換。
- 船尾フィン切断 - 新潟側岸壁設備の都合上、スターンランプが届かなくなってしまうため、船尾フィンを切断。
- 両舷に防舷材を追加
- 乗降口の移設 - 既存のターミナル渡船橋に合わせるために、乗降口を移設。特に左舷部は床と天井の嵩上げを伴う大掛かりなものとなっている。「こがね丸」のバルバス・バウ「こがね丸」の左舷前方乗降口

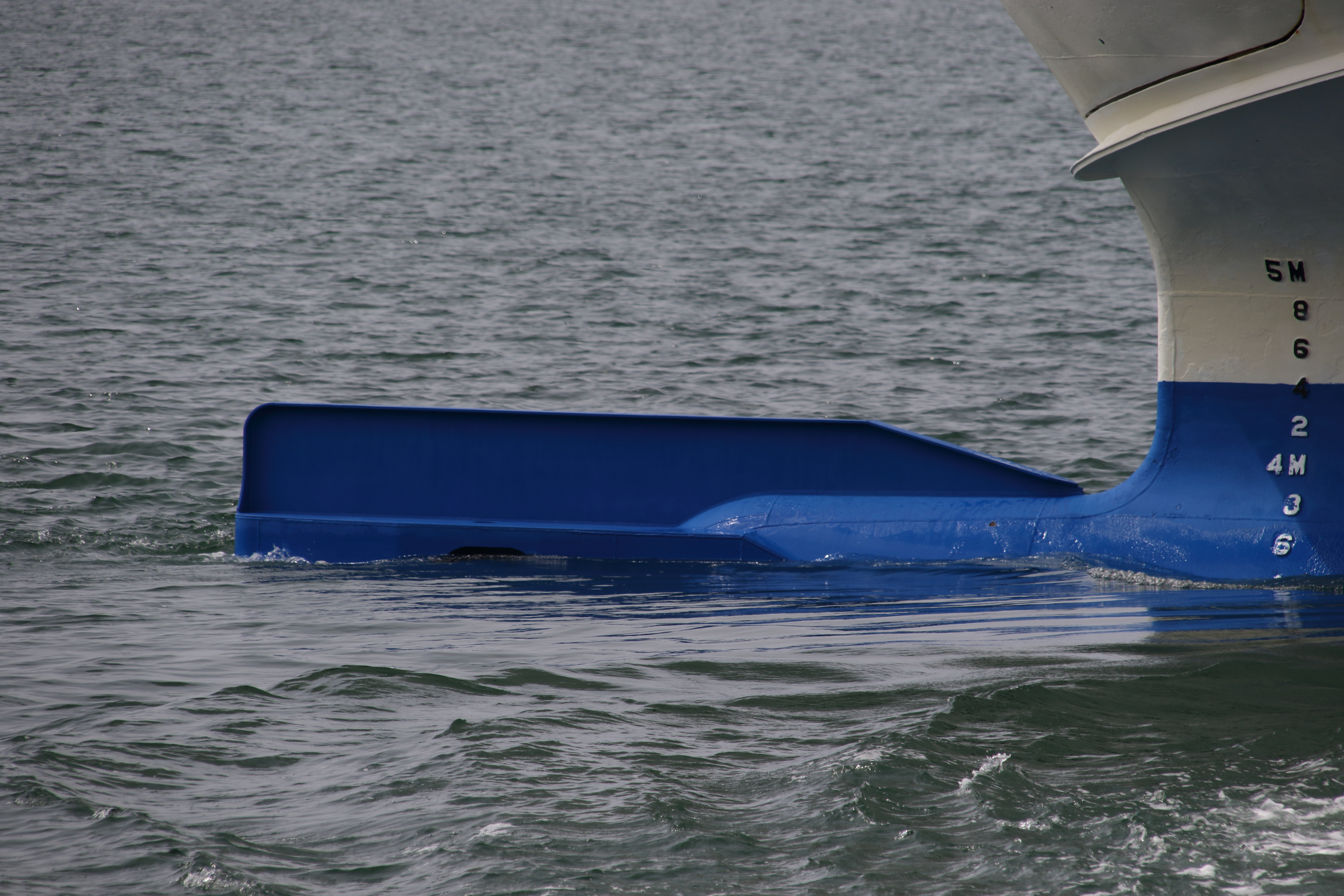
「こがね丸」のバルバス・バウ

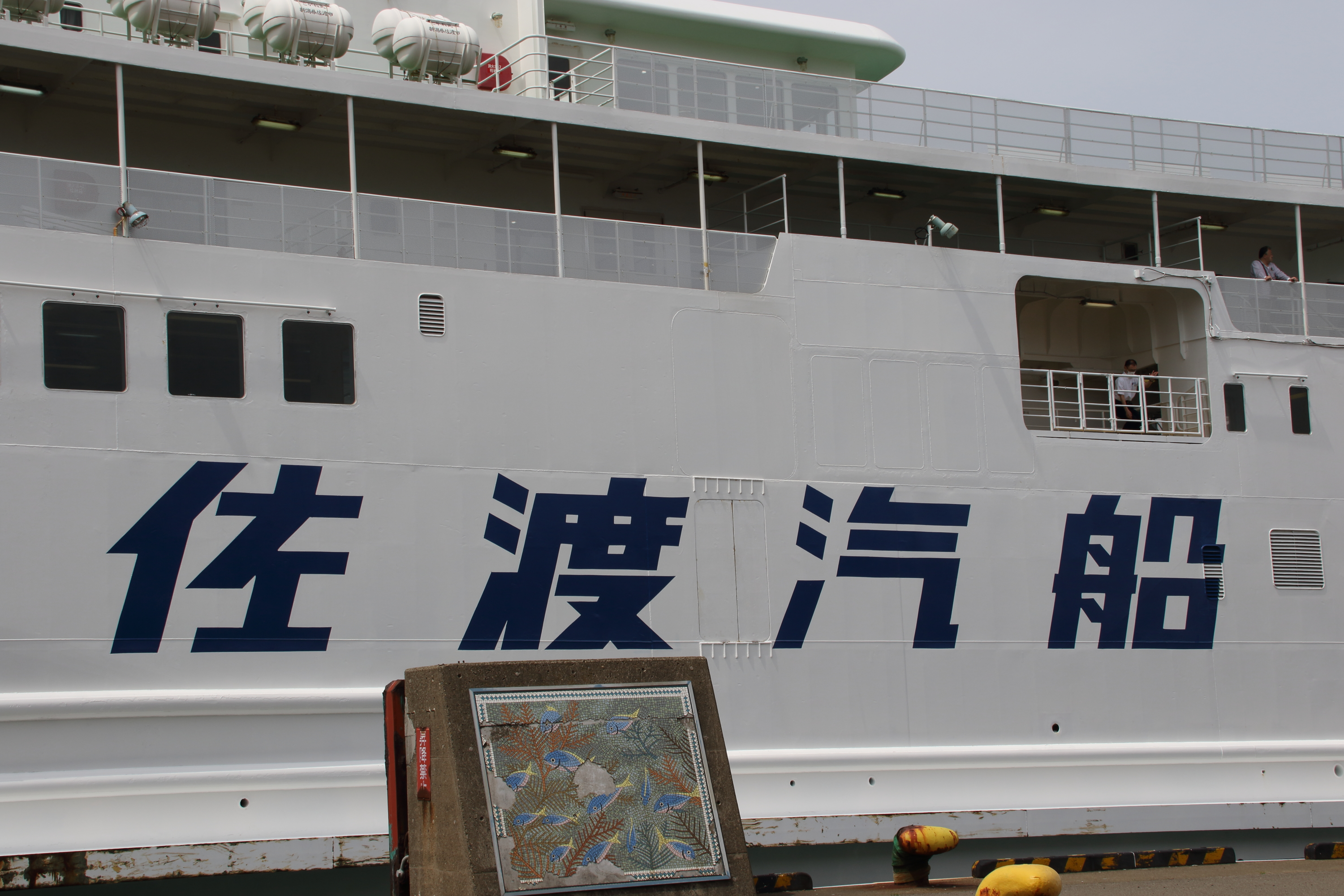
「こがね丸」の左舷前方乗降口

## 船内

### 船室
- 特等室 - ベッド、ソファーセット、トイレ、化粧台付
- 一等室 - 枕、毛布、マット付
- 二等室

### 設備
- ペットケージエリア